# Cléguérec
Cléguérec (bret. Klegereg) – miejscowość i gmina we Francji, w regionie Bretania, w departamencie Morbihan.
Według danych na rok 1990 gminę zamieszkiwało 2716 osób, a gęstość zaludnienia wynosiła 43 osoby/km² (wśród 1269 gmin Bretanii Cléguérec plasuje się na 212. miejscu pod względem liczby ludności, natomiast pod względem powierzchni na miejscu 38.).